# Маїсовий полоз
Плямистий лазячий полоз, або червона щуряча змія (лат. Pantherophis guttatus) — змія роду Pantherophis , яка мешкає в Північній Америці.
Популярна в приватних колекціях любителів рептилій, де відома як маїсовий полоз.

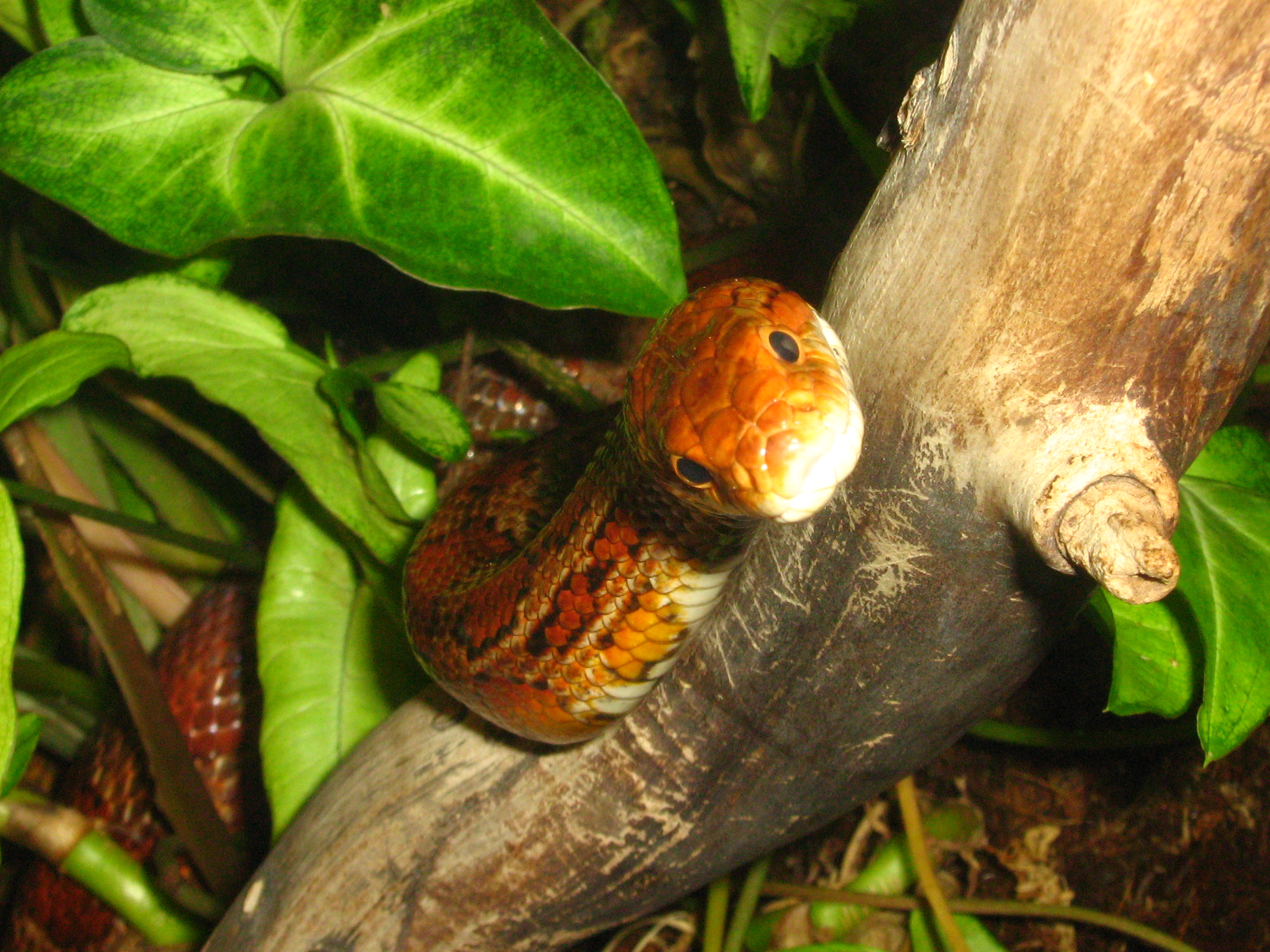
Загальний вигляд маїсового полоза

## Опис
Довжина тіла тварин може досягати 1,2 — 1,8 метрів. У забарвленні спостерігається велика різноманітність, особливо з урахуванням проведеної селекції. Природне забарвлення помаранчеве з чорними смугами, що оточують червоні плями. Черево має сітчастий біло-чорний малюнок.

## Ареал
Південний схід США — від Нью-Джерсі до Флориди на захід до Техасу.

## Спосіб життя
Змії населяють зарослі поля, лісові галявини, дерева, будівлі і ферми, які покинули або рідко використовуються. Як правило, полози мешкають на землі, але можуть підніматися на дерева, скелі і інші височини.
Раціон складається переважно з гризунів, в основному мишей і щурів, однак на деревах змії можуть ловити птахів і кажанів.